# Mendota (Minnesota)
Mendota és una població dels Estats Units a l'estat de Minnesota. Segons el cens del 2000 tenia 197 habitants.

## Demografia
Segons el cens del 2000, Mendota tenia 197 habitants, 80 habitatges, i 48 famílies. La densitat de població era de 400,3 habitants per km².
Dels 80 habitatges en un 33,8% hi vivien nens de menys de 18 anys, en un 35% hi vivien parelles casades, en un 16,3% dones solteres, i en un 40% no eren unitats familiars. En el 28,8% dels habitatges hi vivien persones soles el 7,5% de les quals corresponia a persones de 65 anys o més que vivien soles. El nombre mitjà de persones vivint en cada habitatge era de 2,46 i el nombre mitjà de persones que vivien en cada família era de 3,08.
Per edats la població es repartia de la següent manera: un 25,9% tenia menys de 18 anys, un 7,1% entre 18 i 24, un 33% entre 25 i 44, un 23,9% de 45 a 60 i un 10,2% 65 anys o més.
L'edat mediana era de 36 anys. Per cada 100 dones de 18 o més anys hi havia 124,6 homes.
La renda mediana per habitatge era de 45.938 $ i la renda mediana per família de 51.250 $. Els homes tenien una renda mediana de 40.750 $ mentre que les dones 26.250 $. La renda per capita de la població era de 26.745 $. Cap de les famílies i l'1,3% de la població estaven per davall del llindar de pobresa.

## Poblacions més properes
El següent diagrama mostra les poblacions més properes.